# Lilla Edet (plaats)

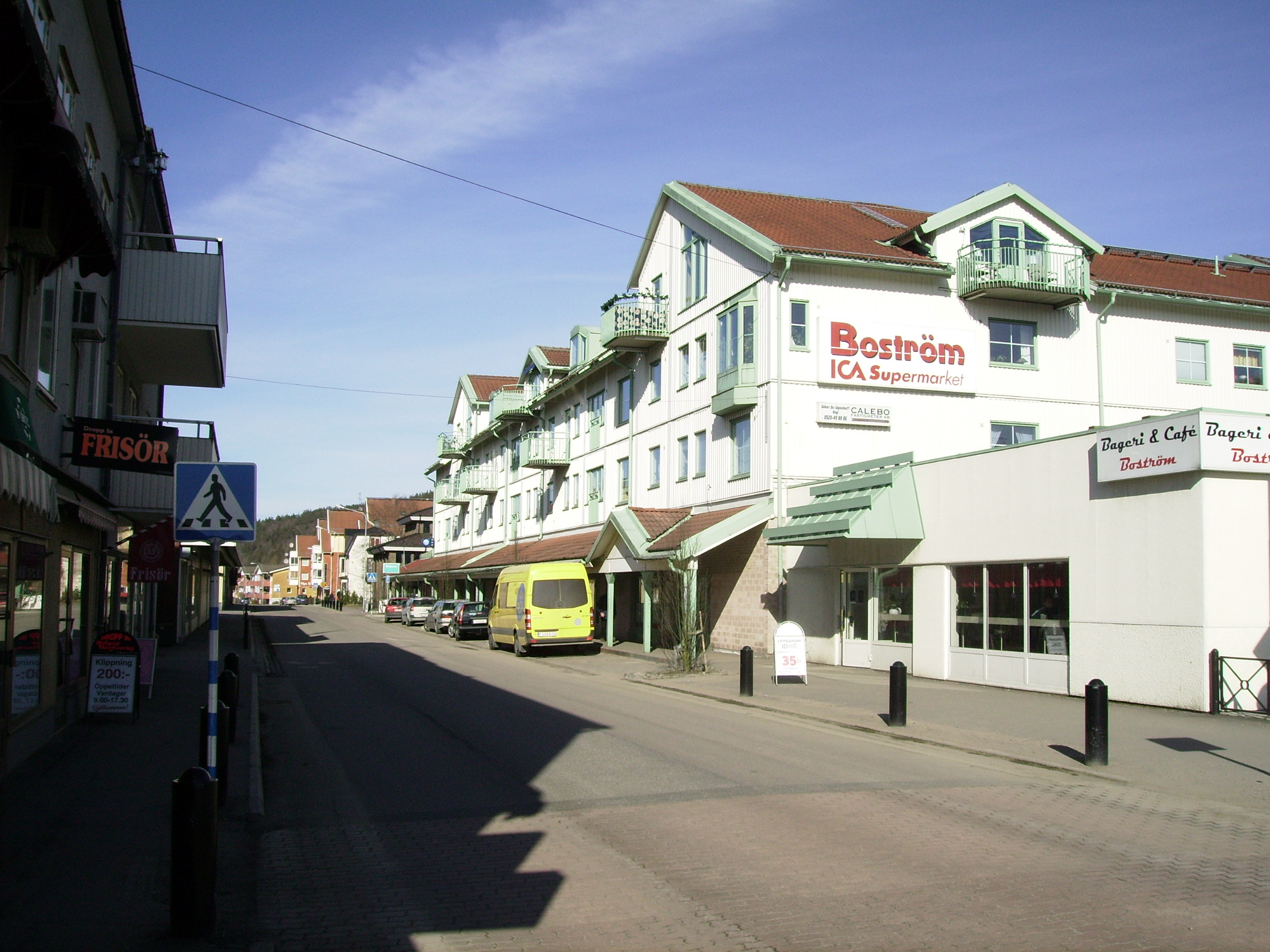
Göteborgsvägen, maart 2009

Lilla Edet is de hoofdplaats van de gemeente Lilla Edet in de landschappen Västergötland en Bohuslän en de provincie Västra Götalands län in Zweden. De plaats heeft 4936 inwoners (2005) en een oppervlakte van 426 hectare. Het dorp ligt aan de Göta älv en het Götakanaal.

## Economie
In de rivier ligt de waterkrachtcentrale Lilla Edet van nutsbedrijf Vattenfall. Deze werd in 1926 in gebruik genomen en heeft een opgesteld vermogen van 42 MW. Voor het scheepvaartverkeer ligt er een schutsluis.
In 2011 vierde SCA het 130-jarig bestaan van de papierfabriek in Lilla Edet. In 1881 nam Carl Emil Haeger het initiatief om houtpulp te gaan fabriceren en een jaar later startte hij de papierproductie. In 2010 produceerde de fabriek zo’n 100.000 ton papier en had het 400 werknemers.

## Verkeer en vervoer
Bij de plaats lopen de E45 en Länsväg 167.

## Geboren
- Ibrahim Drešević (24 januari 1997), Kosovaars-Zweeds voetballer